# Bundesstraße 467
Die Bundesstraße 467 (Abkürzung: B 467) ist eine kurze Bundesstraße in Deutschland. Sie beginnt südlich von Ravensburg an der B 30 und führt über Tettnang nach Kressbronn am Bodensee an die B 31. Sie liegt fast vollständig im Bodenseekreis.

## Frühere Strecken und Bezeichnungen

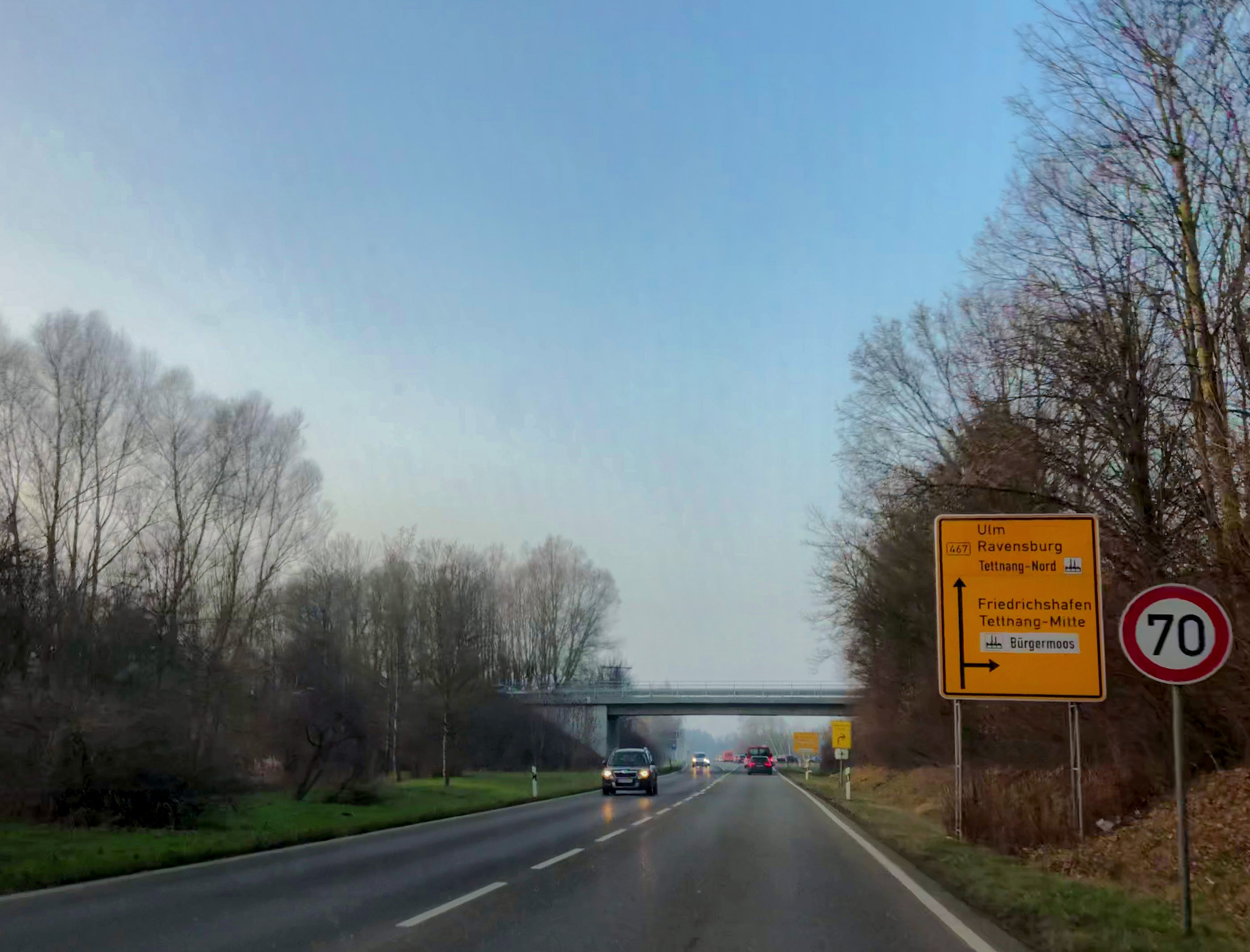
B 467 (Tettnang-Mitte)

Von 1884 bis 1932 besaß die ehemalige württembergische Staatsstraße 62 fast denselben Straßenverlauf wie die heutigen Bundesstraße 467. Sie begann in Oberhofen und verlief weiter über Liebenau und Tettnang und endete in Kressbronn am Bodensee.

## Ausbaupläne
Im vordringlichen Bedarf des Bundesverkehrswegeplans 2030 befindet sich das Projekt „B 467 Querspange Tettnang“. Hierbei soll eine einbahnige Querverbindung zwischen der B 30 und B 467 südlich von Meckenbeuren entstehen, um die Landesstraße 333 zu entlasten.
Bei einer Realisierung der Ostumfahrung der B 30 (Ravensburg – Friedrichshafen) ist die Querspange Bestandteil der zweibahnigen/vierspurigen Neubaustrecke. Einige der bereits bestehenden Abschnitte der B 467 würden dann ebenfalls, gebündelt mit der B 30, auf vier Spuren ausgebaut werden.